# Erik Nielsen
Erik Nielsen (ur. 14 października 1938 w Nykøbing Mors) – duński piłkarz występujący na pozycji pomocnika.

## Kariera klubowa
Nielsen karierę rozpoczynał w sezonie 1958 w drugoligowym B1901. W sezonie 1962 awansował z zespołem do pierwszej ligi, ale w sezonie 1965 spadł z nim z powrotem do drugiej. W 1966 roku przeszedł do niemieckiego VfB Lübeck, grającego w Regionallidze, stanowiącej wówczas drugi poziom rozgrywek. Występował tam przez dwa sezony, a potem wrócił do B1901. W sezonie 1968 awansował z nim z drugiej ligi do pierwszej. W 1971 roku zakończył karierę.

## Kariera reprezentacyjna
W reprezentacji Danii Nielsen zadebiutował 21 września 1969 w przegranym 0:2 meczu Mistrzostw Nordyckich z Norwegią. W latach 1969–1971 w drużynie narodowej rozegrał 10 spotkań.